# Акты Московского государства 1547 года
Царствование: 1533—1584 — Иван IV Васильевич Грозный

## Акты Московского государства 1547 года
- 16 января — отписка Юрьева Василия и Бухарина Ишука в Соловецкий монастырь о богомолении за Государя по случаю Казанского похода, с присылкою милостинных денег.
- 17 января — жалованная несудимая грамота великого князя Ивана Васильевича Фомину Ивану Ивановичу на его поместье сельцо Железниково и деревню Мотовилово в Кобыльсколм стане Рязанского уезда.
- 31 января — жалованная несудимая грамота царя Ивана Васильевича Бузовлёвым: Томе Зубову и Миловану Григорьеву с сыном Русином на их вотчину деревню Вострая Лука в Каменском стане Рязанского уезда.
- 26 февраля — окружная грамота митрополита Макария на Вологду и Белоозеро об установлении празднования новым Русским Святым.
- 20 марта — жалованная данная (поместная) и несудимая грамота царя Ивана Васильевича Ворыпаеву Гавриле Фёдоровичу на деревню Окулинское в Окологородном стане, деревни Петрищево и половину деревни Скобелевское в Кобыленском стане Рязанского уезда.
- 20 марта — жалованная несудимая грамота царя Ивана Васильевича Буковскому Петру Ивановичу с племянниками на их поместье деревню Буковая Поляна и селище Осташково в Перевицком стане Рязанского уезда.
- 7 июня — жалованная данная (поместная) и несудимая грамота царя Ивана Васильевича Тимерязевым: Михаилу и Дувану Семёновичам на половину сельца Клыково и их поместье деревни Сеча в Ракове Кревее в Каширском уезде.
- 11 октября — жалованная грамота пермского и вологодского епископа Киприана Кирилло-Белозерскому монастырю, об освобождении от пошлин и десятиничьего суда Георгиевской церкви на Усове.
- Ноябрь — жалованная меновая грамота князю Кубенскому Михаилу Ивановичу на отчину в Дмитровском уезде.
- 25 ноября — жалованная данная (поместная) и несудимая грамота царя Ивана Васильевича Рахманиновым: Ивану и Андрею Васильевичам на 18 деревень с пустошами в волости Ижва Дмитровского уезда против их поместий в Рязанском и Пронском уездах, с подтверждением царя Ивана Васильевича 1550-х годов Суседова: Алексею и Ивану Ивановичам.
- 11 декабря — царская грамота приказчику села Воробьёво о запрещении сечь рощи и поросняги, принадлежащие Симонову монастырю.